# Adam Ross (écrivain)
Pour les articles homonymes, voir Adam Ross et Ross.
Œuvres principales
- Mr. Peanut

Adam Ross, né le 15 février 1967 à New York, est un écrivain américain.

## Biographie
Enfant acteur, il fait des apparitions dans des films (notamment La Vie privée d'un sénateur en 1979), des publicités ou des émissions de télévision.
Il détient des diplômes en écriture créative de l'université Hollins et de l'université de Washington. Pendant ses études, il suit des cours donnés par Richard Dillard (en), Stanley Elkin ou William Gass.
Son premier roman, Mr. Peanut (2011), est acclamé par la critique, et des auteurs comme Richard Russo, Scott Smith, ou encore Stephen King qui le décrit ainsi : « C'est l'approche la plus fascinante du côté sombre du mariage depuis Qui a peur de Virginia Woolf ? ».
Il vit aujourd'hui à Nashville, dans le Tennessee.

## Œuvre

### Roman
- Mr. Peanut, 10/18, 2011 ((en) Mr. Peanut, 2011)

### Recueil de nouvelles
- Ladies and Gentlemen, 10/18, 2012 ((en) Ladies and Gentlemen, 2012)[6]